# Manoir d'Aubigné
Le manoir d'Aubigné est un édifice situé à Vaiges, en France.

## Localisation
Le manoir est situé sur le territoire de la commune de Vaiges, située dans le département de la Mayenne en région Pays de la Loire. 

## Description
L'ancien manoir d'Aubigné a perdu la plupart de ses bâtiments qui en faisaient autrefois le siège d'une exploitation agricole autonome où l'on achetait au dehors seulement le fer et le sel. Le logis seul est resté, bâti sur le rocher sa tourelle d'escalier offre à son sommet non plus un poste de guet mais un vaste panorama. Le corps de logis présente une façade surmontée de gables aigus percés de trois fenêtres à frontons en pénétration dans la toiture - toutes divisées par des meneaux - comme les autres fenêtres des étages inférieurs, en granit gris. La tourelle polygonale date de la fin du Moyen Âge est entourée de deux longères qui  forment les communs.

## Histoire
Le manoir a été remanié après la guerre de Cent Ans, puis dans les débuts du XVIe siècle, par François d'Aubigné, en même temps que la chapelle (aujourd'hui disparue).
Il fait l'objet d'une inscription au titre des monuments historiques par arrêté du 19 décembre 1985.

## Visites
Le manoir est visitable à l'occasion des journées du patrimoine.